# Cristo crocifisso (Murillo Metropolitan Museum of Art)
Cristo crocifisso è un dipinto del pittore spagnolo Bartolomé Esteban Murillo realizzato circa nel 1660-1670 e conservato nel Metropolitan Museum of Art a New York negli Stati Uniti d'America.

## Storia
Il dipinto, di ridotte dimensioni, è l'anteprima di un altro più grande conservato nel Museo del Prado a Madrid eseguito dal Murillo.
Fu un lascito al museo da Harry G. Sperling nel 1971.

## Descrizione
Il dipinto ha per soggetto Gesù in croce. La testa è rivolta verso il basso e nel torace c'è la ferita da cui emerge il sangue. In basso si intravedono appena, avvolti da nuvole, i contorni degli edifici di Gerusalemme. La luce è presente nel corpo di Cristo e lo sfondo dei piedi, un po' meno in alto a sinistra, mentre il resto dello sfondo è nuvoloso e scuro. Lo scenario sembra ambientato dopo il tramonto del sole con la luce lunare.